# 藤原好風
藤原 好風（ふじわら の よしかぜ）は、平安時代前期の貴族・歌人。名は良風とも記される。藤原南家、伊勢守・藤原興世の孫。陸奥守・藤原滋実の子。一説では散位・藤原正野の子ともされる。官位は従五位下・出羽介。

## 経歴
宇多朝では皇太子・敦仁親王の帯刀舎人を務める。
敦仁親王が即位（醍醐天皇）した翌年の寛平10年（898年）に左兵衛少尉に任ぜられると、延喜3年（903年）右衛門尉と武官を歴任する。延喜11年（911年）従五位下に叙爵。延長4年（926年）出羽介に任ぜられ、祖父・興世や父・滋実に続いて出羽国に赴任している。
勅撰歌人として、『古今和歌集』に和歌作品1首が採られている。

## 官歴
『古今和歌集目録』による。
- 時期不詳：帯刀舎人
- 寛平10年（898年） 正月29日：左兵衛少尉（前坊帯刀労）
- 延喜3年（903年） 正月11日：右衛門尉
- 延喜8年（908年） 11月：兼大和権大掾
- 延喜11年（911年） 正月7日：従五位下（外衛労）
- 延長4年（926年） ○月28日：出羽介

## 系譜
注記のないものは『尊卑分脈』による。
- 父：藤原滋実または藤原正野[2]
- 母：布施貴子
- 妻：従五位下忠直の娘（姓不詳）
  - 男子：藤原清兼
  - 男子：藤原清忠
  - 男子：藤原清茂
  - 男子：藤原清明
  - 男子：藤原清雅